# Kihoku
Kihoku (鬼北町?) è una cittadina giapponese della prefettura di Ehime.